# PLCBUS
PLCBUS (Powerline Control Bus) o PLC-BUS è un protocollo di comunicazione power-line per la comunicazione tra dispositivi elettronici utilizzati per la domotica. Utilizza principalmente il cablaggio della linea elettrica per la segnalazione e il controllo.
PLCBUS è simile al protocollo di comunicazione power-line X10 (standard industriale), anche se PLCBUS non ha bisogno di un Filtro/Ripetitore. Sebbene PLCBUS utilizzi lo stesso schema di indirizzamento, non è compatibile con X10. PLCBUS e X10 possono coesistere nella stessa rete elettrica e possono interagire con l'uso di bridge (come il dispositivo PLCBUS 4808).

## Storia
PLCBUS è stato sviluppato nel 2002 dalla compagnia ATS Ltd. ad Amsterdam nei Paesi Bassi.

## Vantaggi
I vantaggi sono:
- Comunicazione bidirezionale affidabile: un ACK viene rispedito al modulo mittente per confermare il comando;
- Possibilità di interrogare lo stato di un modulo (ad esempio per determinare se un dispositivo è acceso o qual è il livello di luminosità di una luce);
- Possibilità di monitorare i livelli di rumore e di segnale per modulo;
- Veloce: il tempo tra l'invio di un comando e la risintonizzazione di un ACK è ~500 ms;
- Scalabilità: è possibile indirizzare fino a 64000 moduli.[1] Un indirizzo è composto da un codice utente, codice di casa e codice unità per identificare un modulo in modo univoco. L'elevato numero di moduli indirizzabili riduce notevolmente la possibilità di interazioni indesiderate con i moduli PLCBUS dei vicini, eliminando la necessità di filtri.

## Svantaggi
- I normali interruttori PLCBUS possono solo accendere/spegnere dispositivi locali. Sono necessari speciali interruttori controller di scena per accendere/spegnere i dispositivi da remoto.

## Dispositivi tipici
Uno interruttore dispositivo è utilizzato sia per accendere/spegnere localmente un dispositivo che per rimuoverlo (da un controller di scena o da un'interfaccia di computer, ad esempio). Sono disponibili speciali micro moduli che possono essere installati dietro gli interruttori. Gli interruttori acceso/spento esistenti o gli interruttori momentanei (normalmente aperti) possono essere utilizzati insieme a questi micro moduli. Sono inoltre disponibili interruttori per dispositivi plug-in che non devono essere integrati e che possono anche essere gestiti localmente o da remoto.
Un dimmer di luce viene usato per impostare il livello di illuminazione delle luci sia localmente che da remoto (ad esempio da un controller di scena o un'interfaccia di computer). Sono disponibili speciali micro moduli che possono essere installati dietro gli interruttori o nel soffitto sopra la luce. Gli interruttori acceso/spento esistenti o gli interruttori momentanei (normalmente aperti) possono essere utilizzati insieme a questi micro moduli. Sono disponibili anche dimmer per lampade che non devono essere integrati e che possono anche essere gestiti localmente o da remoto.
Un controller di scena o un interruttore di scena è un interruttore che può far funzionare dispositivi e luci da remoto ma non localmente. Può inviare macro per impostare i livelli di luce e accendere/spegnere i dispositivi. I controller di scena vengono in genere utilizzati per eseguire attività. Ad esempio, per guardare la TV, le luci vengono attenuate, le tapparelle vengono chiuse e il televisore viene acceso.
Una interfaccia di computer come il PLCBUS 1141, connessa a una porta seriale RS-232 o USB, può essere utilizzata per far funzionare dispositivi e luci e per leggere lo stato del modulo. Il software Windows è disponibile ed esistono anche i driver Linux.
Un bridge può essere utilizzato per combinare la tecnologia PLCBUS con un'altra tecnologia di comunicazione power-line. Ad esempio, il dispositivo PLCBUS 4808 può essere utilizzato per consentire ai dispositivi PLCBUS di interagire con i dispositivi X10.
Un accoppiatore di fase può essere utilizzato per accoppiare fino a tre diverse fasi elettriche. In una casa normale, in genere è disponibile solo una fase.